# Jacques du Clercq
Jacques du Clercq (Rijsel, 1420 – Arras, 21 september 1501) was een kroniekschrijver in het graafschap Artesië in de Bourgondische periode. 

## Leven
De weinige biografische gegevens die van hem bekend zijn, komen hoofdzakelijk uit zijn kroniek. Zijn gelijknamige vader was een licentiaat in de rechten die raadsheer van de Bourgondische hertogen was en advocaat in Rijsels-Vlaanderen. De jonge Jacques trouwde in 1446 met een dochter van een Rijselse patriciër, Baudouin de la Lacherie. Ze verhuisden naar Arras en betrokken er het Maison de la Monnaie. Hij leek zich schildknaap te noemen en heer van Beauvoir in de Ternois. 

## Werk
De kroniek van Du Clercq bestrijkt de jaren 1448-1467, overeenstemmend met het einde van de regeerperiode van Filips de Goede, voor wie hij grote bewondering toonde. Tussen de "grote geschiedenis" door verweefde de auteur lokale Artesische gebeurtenissen, vooral criminaliteit. In het vierde van de vijf boeken beschreef hij de Vauderie d'Arras. Daarmee is hij de voornaamste bron over het eerste grote heksenproces in de Bourgondische Nederlanden.
Voor het schrijven putte Du Clercq uit de kroniek van de benedictijner monnik Jean Chartier († 1464) uit de abdij van Saint-Denis. Doordat hij op een minder verheven niveau werkte dan hofchroniqueurs als Jean Froissart, Philippe de Commynes, Enguerrand de Monstrelet, Olivier de la Marche en Georges Chastelain, biedt hij een ander perspectief, eerder vanuit de waarden van de stedelijke burgerklasse. Zijn kroniek was een van de bronnen van Johan Huizinga's Herfsttij der Middeleeuwen. Het voornaamste manuscript is een 16e-eeuwse kopie uit de abdij van Sint-Vaast bij Atrecht (thans bewaard in de Médiathèque municipale).

## Uitgaven en vertalingen
- Mémoires de J. Du Clerq sur le règne de Philippe le Bon, duc de Bourgogne, ed. Reiffenberg, Bruxelles, Lacrosse, 1835-1836, 4 dln.
- Jacques du Clercq, Mémoires d'un magistrat d'Arras, 1448–1467, 2006. ISBN 9782849092231 (hertaling in modern Frans)